# George Godolphin Osborne (9. książę Leeds)
George Godolphin Osborne, 9. książę Leeds (ur. 11 sierpnia 1828 w Paryżu, zm. 23 grudnia 1895 w Hornby Castle) – brytyjski arystokrata i polityk.
Był najstarszym synem George Godolphina Osborne’a, 8. księcia Leeds i Harriet Emmay Arundel Stewart. 16 stycznia 1861 roku ożenił się z Frances Georgiana Pitt-Rivers, z którą miał dziewięcioro dzieci.